# Phyllanthus tetrandrus
Phyllanthus tetrandrus är en emblikaväxtart som beskrevs av William Roxburgh. Phyllanthus tetrandrus ingår i släktet Phyllanthus och familjen emblikaväxter. Inga underarter finns listade i Catalogue of Life.